# الصراع التشادي الليبي
الصراع التشادي الليبي كان حالة من أحداث الحرب المتقطعة في تشاد من 1978 إلى 1987 بين القوات ليبيا والتشادية، وكانت ليبيا متدخلة في الشؤون الداخلية التشادية قبل 1978 وقبل ارتقاء معمر القذافي سدة الحكم في ليبيا في 1969، وبداية من امتداد الحرب الأهلية التشادية إلى شمال تشاد في 1968، اتسم الصراع بأربع تدخلات ليبية منفصلة في تشاد، في 1978، 1979، 1980–1981 و1983–1987، وفي جميع تلك الظروف، حظي القذافي بدعم عدد من الفرق المتناحرة في الحرب الأهلية، بينما اعتمد خصوم ليبيا على دعم الحكومة الفرنسية، التي تدخلت عسكرياً لإنقاذ الحكومة التشادية في 1978، 1983 و1986.
النمط العسكري للحرب برز في 1978، حيث كان الليبيون يمدون بالمدرعات والمدفعية والدعم الجوي، بينما كان حلفاؤهم التشاديون وقبائل دارفور (السودان) يقدمون المشاة التي تقوم بمعظم الاستطلاع والقتال، هذا النمط تغير بشكل جذري في 1986، قرب نهاية المعركة، عندما اتحدت كل القوات التشادية على مقاومة الاحتلال الليبي لشمال تشاد بدرجة من الوحدة غير مسبوقة في تاريخ تشاد، هذا التغير حرم القوات الليبية من قوات المشاة، وجاء ذلك في الوقت الذي وجد الليبيون أنفسهم في مواجهة جيش عالي الحركة، مزود بالكثير من الصواريخ المضادة للدبابات والمضادة للطائرات، مما حيـَّد التفوق الليبي في النيران، ما تبع ذلك كانت حرب التويوتا، التي طورد فيها الليبيون وطـُردوا من تشاد، الأمر الذي أنهى الصراع.
وفيما يختص بأسباب تدخل القذافي في تشاد، فإن السبب الأصلي كان طموحه لضم قطاع أوزو، وهو أقصى شمال تشاد الذي ادعى أنه جزء من ليبيا على أساس الاتفاقية الفرنسية الإيطالية 1935، التي لم يصدق عليها برلمانا الدولتين الاستعماريتين فرنسا وإيطاليا. وفي 1972 أصبحت أهدافه، حسب المؤرخ ماريو أزڤدو: خلق دولة عميلة تحت خاصرة ليبيا، تكون جمهورية إسلامية على نمط الجماهيرية، مما سيجعلها على علاقة وثيقة بليبيا، وتؤمن سيطرته على قطاع أوزو؛ وتطرد الفرنسيين من المنطقة، وتمكنه من استخدام تشاد كقاعدة لتوسيع نفوذه في أفريقيا الوسطى.

## خلفية تاريخية

### العلاقات الليبية التشادية
يعود أثر الحركة السنوسية في تشاد إلى بداية العلاقة بين السنوسية ومنطقة السودان الأوسط، وإلى اللقاء الذي تمّ بين مؤسس الحركة السنوسيّة الإمام محَمّد بن علي السنوسي والسيد/ محَمّد شريف بن صالح (تشادي) في مكة المكرمة أثناء وجودهما في الحجاز. وبعد تأسيس الحركة السنوسيّة في ليبيا وتولي السيد/ محَمّد الشريف (1835 – 1858م) الخلافة في وداي خلفاً لشقيقه سلطان علي الشريف، توطدت العلاقة، فازدادت الروابط بين السنوسيّة ووداي منذ ذلك العهد. وخاصة بين الخليفة محمد المهدي السنوسي، والسلطان يوسف بن محَمّد الشريف (1874 – 1898م)
ظلت العلاقة بين الشعبين الليبي والتشادي متشابكة متداخلة وحميمة طوال فترة نشاط الحركة السنوسيّة، واستمرت العلاقة ودية بين البلدين دون أن يعتريها سوء تفاهم طوال عهد الملك محمد إدريس بن محَمّد المهدي السنوسي.
نالت تشاد استقلالها في أغسطس 1960م، لكن فرنسا لم ترحل بالكامل؛ فقد تركت بعض قوّاتـها بحجّة الدفاع المشترك بين البلدين، وزرعت بذور الفرقة والشقاق، واختار تشاد دستورا علمانيا، واللغة الفرنسية كلغة رسمية بجانب العربية، ولكن ظل فرنسا تحكم في اقتصاد البلاد، وتم نصب رئيس الحزب التقدمي «فرانسوا تومبلباي»، رئيسا لتشاد، وهو مسيحي ينتمي إلى قبائل «السارا» التي تقطن الجنوب.

### قطاع اوزو

قطاع أوزو موضحاً باللون الأحمر

قطاع أوزو Aozou  هو شريط من الأرض في شمال تشاد على طول الحدود مع ليبيا، يبلغ طول هذا الشريط حوالي ستمائة ميلا، ويمتد جنوبا إلى عمق نحو 100 كيلومتر ويختلف عرضه من منطقة إلى أخرى (ما بين 50 إلى 90 ميلا) وهي منطقة شاسعة تبلغ مساحتها حوالي 80 ألف متر مربع، تقع في شمال منطقة تبيستي، الغنية باليورانيوم والمنجنيز.
النزاع للسيطرة على هذه المنطقة بين تشاد وليبيا أدى إلى حرب بين البلدين. اعتبر العقيد معمر القذافي أن تشاد هي مجاله الحيوي، الذي يجب أن يوليه اهتمامه الأساسي، وذلك لضمان الحصول علي موارد بديلة لمورد البترول الذي كان مقدراً له أن ينضب خلال خمسين عاماً
تعود المنازعات والمفاوضات حول شريط اوزو بين ليبيا وتشاد، إلى أوائل الخمسينيات، ليبيا ادعت بأن الإقليم كان يقطنه السكان الأصليون الذين يدينون بالولاء للسنوسية، وبعد ذلك إلى الدولة العثمانية، واستندت إلى إلي اتفاق قديم بين إيطاليا (في عهد موسوليني) وفرنسا (في عهد رئيس وزرائها بيير لافال)، عًرفت بمعاهدة موسوليني-لاڤال، عُقدت بين إيطاليا (الدولة المحتلة لليبيا) وفرنسا (الدولة المحتلة لتشاد) في روما في 7 يناير 1935م، تضمنت تنازل فرنسا لايطاليا عن هذا الشريط ليصبح من حدود ليبيا. وقد صادقت الجمعية الوطنية الفرنسية على هذه المعاهدة، بينما لم يصادق عليها البرلمان الإيطالي، كما يظهر شريط اوزو ضمن الأراضي الليبية، في بعض الخرائط التي تعود إلى اواخر الاربعينات، والتي ربما اعدت استنادا على المعاهدة المذكورة، كما اعتمدت ليبيا أيضا، على معاهدة أخرى تمت بين ليبيا و«تمبلباي» رئيس تشاد، في ديسمبر من عام 1972م اقر «تمبلباي» علنا، ان منطقة الحدود، تعتبر«منطقة تضامن وتعاون»، وفي رسالة مذيلة بتوقيع «تمبلباي»، اقر فيها باحقية ليبيا لاوزو.
دخلت القوات الليبية، إلى شريط اوزو، اثر معاهدة ديسمبر 1972م، واثر التقارب الذي نتج عنها. وقد تواجدت قوات ليبية في الشريط، قبل ذلك التاريخ. وبالتحديد، منذ شهر أبريل من نفس العام. وأصبحت المنطقة تدار، منذ ذلك الحين، بادارة ليبية، بل واصدرت ليبيا بطاقات تعريف لسكان الشريط، ثم الحقت المنطقة اداريا بمدينة «مرزق» اعلنت ليبيا ضمه رسميا في 1976.

## ظهور الخلاف إلى العلن
ولم تعرف العلاقة بين ليبيا وتشاد التوتر والنزاعات والصدامات المسلحة إلاّ بعد مجيء معمر القذافي إلى السلطة في ليبيا في الأوَّل سبتمبر من عام 1969م. وقد قطع الرئيس التشادي تومبلباي العلاقات الدبلوماسيّة مع ليبيا بعد أقل من سنتين من وصول القذافي إلى السلطة، وذلك في مطلع عام 1971م. حيث قام نّظام القذافي بتدريب وتسليح مجموعة من التشاديين (المسلمين) للقيام بمحاولة لقلب نظام تومبلباي في تشاد. كانت العلاقات التشاديّة الليبيّة فيما بين 1970م إلى 1990م عدائية تارة، وصداقة تارة أخرى، وإن كان العداء هو الأصل، مع أكثر من زعيم تشادي طوال الفترة المشار إليها سالفاً – إذا استثنينا الفترة التي تمّ التوقيع فيها على اتفاقيّة الوحدة الاندماجية بين البلدين.
عملت ليبيا في عهد القذافي على الدوام على تسليح فصائل المعارضة المتتالية للحكم المركزي في انجامينا والمساهمة في تصعيد الخلافات الداخليّة بزعزعة استقرار البلاد لتبرير وجودها وتدخلها في الشئون الداخليّة التشاديّة.

## احتلال تشاد

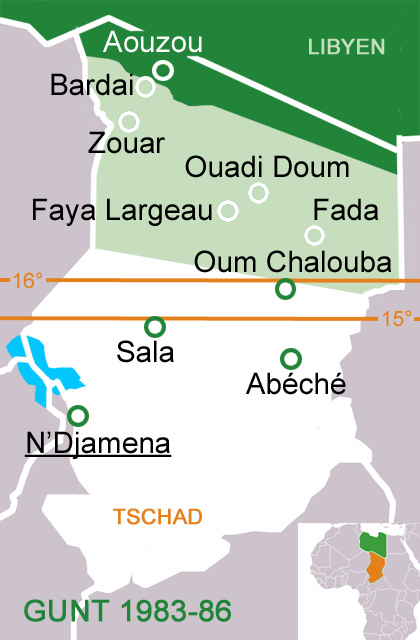
المناطق في تشاد التي سيطرت عليها ليبيا وحلفاؤها أثناء الحرب الأهلية التشادية

يشكل المسلمون أكثر من 52% منهم. ويتركز المسلمون في الشمال والشرق مقابل نسبة 30% من المسيحيين معظمهم في الجنوب، أما النسبة الباقية فمن الوثنيين والمعتقدات القبلية.
استقلت تشاد يوم 11 أغسطس 1960 وكان أول رئيس لها هو فرنسوا تومبالباي (مسيحي من جنوب البلاد)، المولود عام 1918. وتولى السلطة منذ ذلك اليوم حتى 13 مايو (أيار) 1975 عندما قُتل إبان انقلاب عسكري قاده جنوبي آخر نويل اودينگار، سرعان ما سلم السلطة إلى الجنرال فيليكس مالوم، وذلك بعد سنوات عدة من التوتر بين الشمال المسلم والجنوب المسيحي والوثني تحولت عام 1975 إلى حرب أهلية. فيليكس مالوم ـ وهو أيضاً جنوبي مسيحي ـ الذي حكم بين 15 مايو 1975 و29 أبريل 1979 أخفق في لجم الحرب الأهلية بالرغم من تعيينه القيادي الشمالي المسلم المتمرد حسين حبري والذي انضم إلى حكومة في عام 1978 كرئيساً للوزراء عام 1978، وكان حسين حبري يومذاك ما زال زعيماً لتنظيم «قوات الشمال المسلحة».
ولكن وقع الخلاف بين حسين حبري والرئيس فليكس معلوم، حول إدماج القوات المسلحة الشمالية حسين حبري إلى الجيش الوطني التشادي الذي سيتمركز في العاصمة.
مما أدّى بالمتمردون التشاديون المسلمون بحركة ضد الرئيس التشادي فيليكس مالوممما أدّى إلى اندلاع حرب في العاصمة. وفي هذه الأثناء استغلّت قوات جبهة فرولينا بقيادة غوكوني ودي والتي كانت قد حررت النصف الشمالي من البلاد وقامت بشن ما سميت بعملية إبراهيم أباتشا (المجاهد التشادي ضد الاحتلال الفرنسي الذي لقي مصرعه في عام 1979) مما أسفر عن تحرير المتمردين للعاصمة.
في يوليو 1979م تم في لاگوس -نيجريا تشكيل حكومة انتقالية سميت بـ «حكومة الوحدة الوطنية الانتقالية»، عُين فيها «گوكوني عويضي» رئيسا لتشاد، و«عبد القادر كاموجي» نائبا للرئيس، وحسين حبري وزيرا للدفاع الوطني، و«أحمد أصيل» وزيرا للخارجية، و«أبا صديق» وزيرا للصحة. وتعتبر هذه الحكومة هي أول حكومة وطنية، تشمل الجميع. وأيضا هي المرة الأولى، التي يحكم فيها رجل مسلم، من الشمال (كوكوني واداي) تشاد بكاملها.
وبعد وصول جبهة فرولينا للحكم في تشاد حدث انفصال بين كوكني وحسين حبري وانحاز النظام السياسي في ليبيا إلى گوكونى عويضي ضد حسين حبري حيث قام حسين حبري وزيرا الدفاع في حكومة گوكوني واداي عام 1979، بانقلاب على حكومته ليقود تمردا مسلحا، على صديق وحليف الأمس واداي، ساندت ليبيا «كوكوني واداي»، بالدبابات والاسلحة الثقيلة والطائرات، كما زودته بالعتاد العسكري، بدون حدود، بناء على اتفاقية تم توقيعها بين ليبيا و«گوكوني عويضي» في 15 يونيو من عام 1980م. أي بعد أربعة أشهر من اندلاع هذا الصدام بين حسين حبري و«واداي» في انجامينا. وانتصر «واداي»، إثر تلقّيه هذه المعونات، ودخلت القوات الليبية وقوات «كوكوني واداي» منتصرة إلى «انجامينا» في 16 ديسمبر 1980م، وهرب «حبري» وقواته، إلى الكاميرون
وفي 6 يناير من عام 1981م، أُعلن فجأة عن قيام وحدة بين ليبيا وتشاد، تصبح ليبيا وتشاد بناء على هذا الإعلان، دولة واحدة. أثار هذا الإعلان، حفيظة وغضب الجميع، بما في ذلك، الدول الأفريقية بأجمعها تقريبا بالإضافة إلى «منظمة الوحدة الأفريقية» و«فرنسا». فقد اعتبرت أغلب هذه الدول، أن إعلان الوحدة بين البلدين، من طرف واحد، وبهذا الأسلوب، وفي هذه الظروف التي تمر بها تشاد، هو في حقيقته محاولة من جانب ليبيا للاستيلاء على تشاد.
في تلك الأثناء، كان القذافي قد انتهك اتفاق كانو الأول، الذي عقد في مدينة كانو بنيجيريا في الفترة من 7 ـ 16 مارس 1979 وذلك بقيام بمحاولة الانقلابية ضد واداي وذلك بمنحه مساعدات وتسليح إلى أصيل أحمد قائد جيش البركان والعربي الأصل، مما أتاح لجيش البركان التقدم نحو الجنوب.
وعلى إثره طالب واداي بخروج القوات الليبية من تشاد، وبالفعل قام بعقد مؤتمر صحفي وأعلن ذلك ومن هنا قامت القوات المسلحة الليبية بالخروج . وكان الخروج بصورة مفاجئة وسريعة وقد تم في خلال أسبوع مما خلق فراغا عسكريا استغله «حبري»، والمتواجدة على الحدود التشادية -السودانية إلى أن زحف بقواته على العاصمة «انجامينا» في 7 يونيو من عام 1982م، واحتلها، وخرج «واداي» وأصبح «حبري» رئيسا لتشاد.
ونظرا لخوف القذافي من نظام حبري فقد تصالح مع وادي . ورجع كوكني وداى في بتسليح وتدخل القوات الليبية في تشاد دون غطاء أو اتفاق دولي وخوفا من الإدانة الدولية أنكر القذافي بأن لديه قوات ليبية وعندما قامت الأمم المتحدة بالذهاب إلى تشاد للتأكد من صحة التدخل للقوات الليبية في تشاد قام النظام السياسي بتشكيل ماسمي - باللواء الأسمر - حيث استبدلوا جميع الليبييين ذو البشرة البيضاء بذوي البشرة السوداء حتى انتهت مدة المراقبة .وقد كان في أعقاب ذلك أن أخذت قوات گوكوني عويضي في الزحف جنوباً، بدعم عسكري ليبي، حتي سقطت مدينة فيا لارجو الاستراتيجية في أيدي قوات جوكوني عويضي. وقد تدخلت كل من فرنسا وليبيا في عدة مناقشات لمراعاة مصالحهم ولكن قد قوبل برفض من قبل التشاديون. وتم تقسيم البلد إلى قسمين الشمالي بقيادة گوكوني عويضي وجنوب الخط عرض 16 بقيادة حبري. حتى عام 1986 وبسبب محاولة القذافي وللمرة الثانية بتصفية كوكوني حيث حاول اغتياله في طرابلس مما قتل اثنان من حراسة الشخص وإصابتة هو بجروح بالغة. وعلى إثره طالب جوكوني من قواته الانضمام إلى قوات حبري.
دخل الرئيس حسين حبري في حرب مباشرة مع ليبيا لتحرير الشمال من القوات الليبيّة المحتلة وقد استطاع تحرير كل الأراضي الوطنية بما فيها قطاع اوزو لمدة معينة والدخول إلى الأراضي الليبية واستيلاء على قاعدة مطعن السارة وانهزام قوات القذافي وأسر الآلاف منها وهزيمة القذافي هزيمة تاريخية.

## محكمة العدل الدوليّة
اعترف القذافي بحكومة حبري وأعلن عن رغبته في تسوية علاقته مع الحكومة المركزيّة في انجامينا، وعبر وساطات إفريقيّة تمّ اللقاء بين القذافي وحسين حبري في «باماكو» عاصمة جمهوريّة مالي. وتمّ إعادة العلاقات بين البلدين في 3 أكتوبر 1988م بعد سلسلة الهزائم والنكسات العسكريّة التي مُنيت بها قوات القذافي العسكريّة. وتمت رفع قضية قطاع أوزو إلى محكمة دولية وأصدرت محكمة العدل الدولية في فبراير 1994 قرارها بشأن قضية أوزو، وجاء القرار في صالح تشاد.
لكن تطورات الأحداث في تشاد حيث قامت قوات الحركة الوطنية للإنقاذ MPS بقيادة دبي المعارضة لحبري في 10 نوفمبر 1990 انطلاقاً من الأراضي السودانية وبأسلحة ليبية بالهجوم على انجامينا وعندما حاول حسين حبري صد الهجوم رفضت فرنسا (لاختلافها مع حبري) أن تعطيه الصور الجوية التي تحدد موقع المتمردين
و بعد سقوط الرئيس حسين حبري في 30 نوفمبر 1990م، وتولي العقيد إدريس ديبي إتنو الحكم في الأوَّل من ديسمبر 1990م.
دخلت ليبيا وتشاد بعد وصول إدريس ديبي إتنو لكرسي الحكم في إطار جديد من العلاقة بينهما

## الهامش
1. 1 2 3  Geoffrey Leslie Simons, Libya and the West: from independence to Lockerbie, Centre for Libyan Studies (Oxford, England). Pg. 57
2. ↑  "قصة من تاريخ النشاط العسكري الفلسطيني... عندما حاربت منظمة التحرير مع القذافي ضد تشاد - رصيف22". مؤرشف من الأصل في 2018-12-01.
3. ↑  Talhami، Ghada Hashem (30 نوفمبر 2018). "Palestinian Refugees: Pawns to Political Actors". Nova Publishers. مؤرشف من الأصل في 2018-12-01. {{استشهاد ويب}}: تجاهل المحلل الوسيط |بواسطة= لأنه غير معروف، ويقترح استخدام |عبر= (مساعدة)
4. ↑  Globalsecurity.org, Libyan Intervention in Chad, 1980-Mid-1987 نسخة محفوظة 01 يوليو 2017 على موقع واي باك مشين.
5. ↑  Geoffrey Leslie Simons, Libya and the West: from independence to Lockerbie, Centre for Libyan Studies (Oxford, England). Pg. 57–58
6. 1 2  K. Pollack, Arabs at War, p. 375
7. ↑  K. Pollack, p. 376
8. ↑  S. Nolutshungu, Limits of Anarchy, p. 230
9. ↑  M. Azevedo, Roots of Violence, p. 151

## وصلات خارجية
- Qaddafi Plays Quietly, But He's Still in the Game," The New York Times, March 17, 1991.

[[تصنيف::ليبيا في القرن 20]]
[[تصنيف::ليبيا في عقد 1970]]